# Кяревере (природна територія)
Природна територія Кя́ревере (ест. Kärevere loodusala) — природоохоронна територія в Естонії,  у волості Тарту та міському самоврядуванні Тарту повіту Тартумаа. Входить до Європейської екологічної мережі Natura 2000.

## Основні дані
KKR-код: RAH0000626
Міжнародний код: EE0080371
Загальна площа — 2510 га, зокрема площа водойм становить 58,1 га.
Територія утворена 23 квітня 2009 року.

## Розташування
Природоохоронний об'єкт розташовується на землях, що належать селам Ворбузе, Вяеніквере, Иві, Ілматсалу, Кардла, Кямара, Кяревере, Ламміку, Марамаа, Метсанука, Тюкі.
Територія об'єкта збігається з орнітологічною областю Кяревере (Kärevere linnuala), що також включена до Європейської екологічної мережі Natura 2000.
На території природної області розташовані частково або повністю охоронювані об'єкти:
- Природний заповідник Кяревере
- Природний заповідник Алам-Педья
- Заказник Рая-Кяревере

## Мета створення
Метою створення території є збереження 8 типів природних оселищ:
| Код   | Тип оселища | Площа, га |
| ----- | --- | --------- |
| 3260  | Водотоки від рівнинних до монтанних поясів з рослинністю Ranunculion fluitantis та Callitricho-Batrachion       | 25        |
| 6430  | Гідрофільні прибережні зарості високотравних угруповань рівнин і від монтанного до альпійського висотних поясів | 2         |
| 6450  | Північні бореальні заплавні луки                                                                                | 153       |
| 7230  | Лужні низинні болота                                                                                            | 14        |
| 9010* | Західна тайга                                                                                                   | 136       |
| 9050  | Феноскандійські ліси з Picea abies і багатим трав'яним покривом                                                 | 343       |
| 9080* | Феноскандійські листопадні заболочені ліси                                                                      | 130       |
| 91E0* | Заплавні ліси з Alnus glutinosa та Fraxinus excelsior (Alno-Padion, Alnion incanae, Salicion albae)             | 3         |

На території природної області охороняються види риб: щипавка звичайна (Cobitis taenia), бабець європейський (Cottus gobio), в'юн звичайний (Misgurnus fossilis), білизна звичайна (Aspius aspius); та комах: плавунець широкий (Dytiscus latissimus),
рябець великий (Euphydryas maturna), чернівець непарний (Lycaena dispar).